# Hendrikus Plenter
Hendrikus A. Plenter (Groningen, 23 de junho de 1913 - 12 de maio de 1997) foi um futebolista neerlandês, que atuava como defensor.

## Carreira
Hendrikus Plenter fez parte do elenco da Seleção Neerlandesa de Futebol que disputou a Copa do Mundo de 1938.

## Ligações Externas
- Perfil em FIFA.com (em inglês)